# Ванзуряк, Роман Степанович
Рома́н Степа́нович Ванзуря́к (укр. Роман Степанович Ванзуряк; род. 13 апреля 1980, Глыбокая, Черновицкая область) — украинский политик и государственный деятель. Народный депутат Украины с 12 ноября 2012 по 15 апреля 2014 года, глава Черновицкой областной организации партии «УДАР». С 21 марта по 29 октября 2014 года — глава Черновицкой ОГА.

## Карьера

### Профессиональная деятельность
С 1999 по 2000 год работал в должности учителя в староволчинецкой школе-лицей. В 2000—2001 годах работал практическим психологом.
С 2001 по 2003 год — главный специалист Глыбокского районного центра социальных служб для молодежи. С апреля 2005 года по октябрь 2006 года — главный специалист отдела организационно-кадровой работы Глыбокской районной государственной администрации.
С 2006 по 2011 год работал на различных должностях, в том числе руководящих Вадул-Сиретской и Черновицкой областной таможни. В 2011 году уволился по собственному желанию с должности заместителя начальника отдела таможенного оформления № 2 м/п «Вадул-Сирет» Черновицкой областной таможни в соответствии со ст. 38 Кзот Украины.

### Политическая карьера
Член ВО «Батькивщина» в период с 2005 по 2006 год. С 2008 по 2010 год был депутатом Черновицкой областной рады (2008—2010).
С 2011 года стал членом политической партии «УДАР». С 20 июня 2011 года возглавляет областную организацию этой партии.
С 12 ноября 2012 года — народный депутат Украины 7-го созыва от партии «УДАР», в списке которой занимал 30 место. Председатель подкомитета по вопросам усовершенствования Таможенного кодекса Украины, унификации норм таможенного законодательства Украины с законодательством ЕС комитета по вопросам налоговой и таможенной политики.
В апреле 2013 года через черновицкие СМИ обвинил руководство Черновицкого горсовета и исполнительный комитет в коррупционном распределении земель в интересах чиновников, силовиков и некоторых депутатов. В подтверждении своих слов депутат опубликовал десятки выдержек из решений горисполкома, последним стало выделение уполномоченному прокуратурой города за надзором за принятыми горсоветом решениями Виктору Лопачуку, который в списке очередников был только 197-м, нежилого помещения в центральной исторической части города Черновцов общей площадью 99 м² для восстановления под жилье. Прокурор Буковины Пётр Коваль признал незаконность этого решения городского совета, пообещав его отменить.

#### Глава Черновицкой ОГА
21 марта 2014 года и. о. президента Украины и спикер Верховной Рады Александр Турчинов своим указом назначил Романа Ванзуряка на должность председателя Черновицкой областной государственной администрации, другим документом отменив как нереализованный указ от 15 марта 2014 года № 299 «О назначении Михаила Романова председателем Черновицкой областной государственной администрации».
15 апреля голосами 249 депутатов были досрочно прекращены его полномочия, по словам Александра Турчинова Роман Ванзуряк написал заявление о сложении мандата по собственному желанию из-за назначения на должность главы Черновицкой ОГА.
В конце сентября Роман Ванзуряк обратился в Нацсовет по вопросам телевидения и радиовещания с просьбой запретить съёмки фильма «По законам военного времени», осуществляемых на территории Черновцов компанией Star Media по заказу российского Первого канала. Причиной стало участие в картине актёра Александра Панкратова-Чёрного, выступившего в поддержку действий президента РФ Владимира Путина в отношении Украины, что по мнению чиновника во время АТО на востоке страны недопустимо. До этого группа активистов под горсоветом также протестовала против съёмок упомянутого фильма в Черновцах.
23 октября в эфире телеканала «Буковина» Роман Ванзуряк сообщил о решении подать в отставку. Причиной стала его собственная позиция, согласно которой уже новая Верховная Рада и президент должны назначать новую команду, в том числе глав облгосадминистраций, а Верховная Рада, в свою очередь, должна определять новый состав членов правительства. 29 октября указом № 837/2014 президента Украины Петра Порошенко был уволен с этой должности.

## Санкции
В конце марта 2014 года на фоне аннексии Крыма Россией Государственный Совет Республики Крым включил Романа Ванзуряка в список 312 персон нон грата под № 37.

## Образование
В 1995 году получил базовое общее среднее образование в Глыбокской средней школе № 2.
В 1995—1998 годах учился в Черновицком педагогическом училище им. О. Маковея. Получил неполное среднее-специальное образование.
С 1998 по 2003 год учился на заочном факультете Черновицкого государственного университета. Ю. Федьковича по специальности «Психология», получил полное высшее образование.
В 2005 году окончил Львовский региональный институт государственного управления Национальной академии государственного управления при Президенте Украины по специальности «Государственное управление» и получил квалификацию магистра государственного управления.

## Семья
Женат, воспитывает сына.